# Bradykardie
Bradykardie je zpomalení srdeční frekvence. Jedná se o kompenzační reakci srdce na různé podněty. Jako patologický jev ji hodnotíme, pokud je neúměrná situaci (většinou při zátěži). Opakem bradykardie je tachykardie – zvýšená tepová frekvence.
O bradykardii mluvíme tehdy, pokud je aktuální tepová frekvence nižší, než je typické pro danou věkovou a výkonnostní kategorii. U dospělého muže o ní hovoříme přibližně pod 60 tepů za minutu, u ženy pod 65 tepů za minutu (arbitrárně stanoveno).
Stav je normální při spánku. U trénovaných sportovců je v klidu tepová frekvence i pod 40 tepů za minutu – vagotonie.
Bradykardie může být způsobena i infarktem myokardu, nitrolebečním poraněním nebo vlivem některých léků.
Neúměrná bradykardie může způsobit pokles srdečního výdeje (do těla se dostává málo krve), pokles krevního tlaku může vést až k bezvědomí.